# San-Gavino-di-Fiumorbo
San-Gavino-di-Fiumorbo (en cors San Gavinu di Fiumorbu) és un municipi francès, situat a la regió de Còrsega, al departament d'Alta Còrsega. L'any 1999 tenia 209 habitants.

## Demografia
| 1962 | 1968 | 1975 | 1982 | 1990 | 1999 |
| ---- | ---- | ---- | ---- | ---- | ---- |
| 280  | 301  | 293  | 274  | 207  | 209  |

## Administració
| Període | Identitat        | Partit | Qualitat |  |
| ------- | ---------------- | ------ | -------- |  |
| 2001-   | Philippe Vittori | PRG    |          |  |